# 哈特曼斯多夫 (中萨克森县)
哈特曼斯多夫（德語：Hartmannsdorf）是德国萨克森州的市镇，隶属于中萨克森县。总面积为10.29平方千米，截至2023年12月31日总人口为4,435人。